# Сокольницкий, Михал (дипломат)
Михал Сокольницкий (пол. Michał Sokolnicki; 6 февраля 1880, с. Кашевы-Костельные Петроковской губернии, Царства Польского, Российской империи (ныне Лодзинское воеводство Польша) — 17 января 1967, Анкара, Турция) — польский политический деятель, дипломат, историк, мемуарист.

## Биография
Со времени учëбы в парижской Школе политических наук (теперь Институт политических исследований (Париж)) (1899) активно участвовал в революционном социалистическом движении. В 1901 встретился и подружился с лидером польских социалистов Ю. Пилсудским. С 1903 — член ППС.
Во время первой мировой войны был одним из организаторов и руководителей (вместе с В. Йодко-Наркевичем) Польской военной организации, членом, а затем — генеральным секретарëм Центрального национального комитета и личным секретарем Ю. Пилсудского.
В 1919 — член польской делегации на Парижской мирной конференции по заключению Версальского договора.
Затем на дипломатической работе в Лондоне и Хельсинки, с 1919 — первый советник польского посольства, позже в 1920—1922 — посол Польши в Финляндии и Эстонии.
В 1923—1931 — профессор в Школе политических наук в Варшаве.
С 1931 вновь работал в Министерстве иностранных дел ПР. В том же году направлен послом в Данию (1931—1936), а в 1936—1945 — в Турцию.
После 1945, оставшись в Турции, занимался научной и педагогической деятельностью, преподавал в Анкарском университете.
Автор ценных мемуаров «Анкарский дневник» о годах дипломатической службы в Турции в 1939—194, а также ряда исторических работ.
Умер и похоронен в Анкаре.

## Избранная библиография
- Война 1809 года, (1910)
- Генерал Михал Сокольницкий 1760—1815, (1912);
- Польско-русская война в 1831 г., (1919);
- Польша в воспоминаниях великой войны 1914—1918, (1925);
- Четырнадцать лет, (1936);
- Анкарский дневник 1939—1943, (1965);
- Анкарский дневник 1943—1946, (1974) и др.